# آلن تامپسون (بازیکن فوتبال، زاده ۱۹۵۲)
آلن تامپسون (انگلیسی: Alan Thompson؛ زادهٔ ۲۰ ژانویهٔ ۱۹۵۲) بازیکن فوتبال اهل بریتانیا است.
از باشگاه‌هایی که در آن بازی کرده‌است می‌توان به باشگاه فوتبال برادفورد سیتی، باشگاه فوتبال شفیلد ونزدی، باشگاه فوتبال اسکانتورپ یونایتد و باشگاه فوتبال استوک‌پورت کانتی اشاره کرد.